# Carson (Kalifornien)
Carson ist eine Stadt im Los Angeles County im US-Bundesstaat Kalifornien.

## Geographie
Bezugnehmend auf das United States Census Bureau beträgt die Gesamtfläche 49,12 km². Davon sind 48,8 km² Land und 0,32 km² Gewässer. Carson grenzt im Norden an West Compton, im Nordosten an Compton, im Osten an Long Beach, im Süden an Wilmington und West Carson und im Westen an Harbor Gateway.
Carson ist die jüngste Stadt in der South Bay Region der Metropolregion Los Angeles. Sie ist eine principal city der Los Angeles–Long Beach–Anaheim, CA Metropolitan Statistical Area, die Teil der Greater Los Angeles Area ist.

## Bevölkerung
Das U.S. Census Bureau hat bei der Volkszählung 2020 eine Einwohnerzahl von 95.558 ermittelt. Die Mehrheit der Bevölkerung stellen Latinos, gefolgt von europäischstämmigen Weißen. Asiaten und Afroamerikaner bilden hingegen Minderheiten.

## Bildung

### Öffentliche Schulen
Alle öffentlichen Schulen gehören zum Vereinigten Schulbezirk von Los Angeles.

### Büchereien
In Carson befindet sich die County of Los Angeles Public Library und die Dr. Martin Luther King Library.

### Universität
In Carson liegt die California State University, Dominguez Hills. Diese gehört zum California State University System und wurde 1965 in den Dominguez Hills errichtet. Ursprünglich wurde diese Universität errichtet, um Menschen mit afro-amerikanischem Hintergrund bessere Bildungschancen zu verschaffen.

## Infrastruktur
Die Feuerwehr operiert unter dem Los Angeles County Fire Department. Krankentransporte werden von der McCormick Ambulance Service Station 17 aus gesteuert. Das Los Angeles County Sheriff’s Department (LASD) hat eine Außenstelle in Carson.
Der öffentliche Nahverkehr wird von der Carson Circuit Transit System gesteuert.

## Sport
Im Juni 2003 wurde in Carson der Dignity Health Sports Park, damals noch Home Depot Center, eröffnet. Von 2013 bis 2018 trug er den Namen StubHub Center. Das 27.000 Zuschauer fassende Stadion befindet sich auf dem Gelände der California State University, Dominguez Hills. Seit der Eröffnung wird es von der Fußballmannschaft LA Galaxy (MLS) als Heimstadion genutzt. Von 2005 bis 2014 wurden dort auch die Heimspiele der Fußballmannschaft CD Chivas USA (MLS) ausgetragen. Zudem trugen die Los Angeles Chargers aus der National Football League (NFL) bis zur Fertigstellung des SoFi Stadium in Inglewood vorübergehend von 2017 bis 2019 ihre Heimspiele dort aus.

## Persönlichkeiten
- Bob Whitfield (* 1971), Footballspieler
- Dashon Goldson (* 1984), Footballspieler
- Sumiko Braun (* 1988), Schauspielerin und Model
- Uchenna Nwosu (* 1996), Footballspieler